# Dansband
El término dansband ("banda para bailar") es una expresión sueca que define a una banda musical que toca dansbandsmusik ("música de banda para bailar"). A menudo la dansbandsmusik se baila en parejas. Los géneros musicales tales como el jitterbug y el foxtrot se incluyen en esta categoría. La música se inspira en el swing, schlager, country, jazz, y rock. La principal influencia de las bandas orientadas hacia el rock es la música rock de las décadas de 1950 y 1960.
Los términos dansband y dansbandsmusik comenzaron a ser utilizados hacia 1970, cuando desarrolló un estilo propio la música popular sueca. El género se desarrolló principalmente en Suecia, pero se ha diseminado hacia los países vecinos de Dinamarca, Noruega y las regiones que hablan sueco de Finlandia. Cuando esta música comenzó a conocerse en Noruega inicialmente fue denominada "Svensktoppar" (en relación con el ranking radial de temas musicales sueco Svensktoppen, el cual era un ámbito importante de la música dansband antes de que se modificaran sus reglas en enero de 2003).

## Bandas famosas
- Arvingarna, Suecia
- Barbados, Suecia
- Berth Idoffs, Suecia (1958 -)[1]
- Black Jack, Suecia
- Chiquita, Suecia
- Drängarna, Suecia
- Flamingokvintetten, Suecia

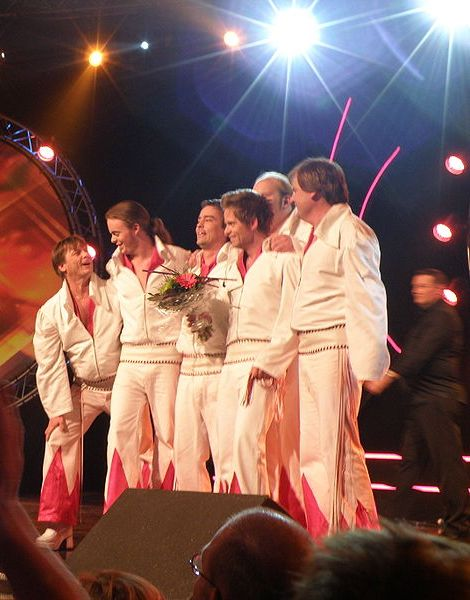
Larz-Kristerz

- Kjell Roos Band ("Roosarna"), Suecia
- Larz-Kristerz, Suecia
- Lazze Ohlyz, Suecia
- Lotta & Anders Engbergs Orkester, Suecia (1989–1994)
- Lotta Engbergs, Suecia(1994–2002)
- Ole Ivars, Noruega
- Rolandz, Suecia
- Sten & Stanley, Suecia
- Streaplers, Suecia
- Sven-Ingvars, Suecia
- Thorleifs, Suecia
- Tommys, Finlandia
- Vikingarna, Suecia
- Wizex, Suecia

## Canciones destacadas
- "Gråt inga tårar" (No llores), por Thorleifs, 1974.
- "Jag vill vara din Margareta" (Quiero ser tuyo, Margareta), por Sten & Stanley, 1976.
- "De sista ljuva åren" (Los últimos años dulces), por Lasse Stefanz & Christina Lindberg, 1989.
- "Två mörka ögon" (Dos ojos negros), por Sven-Ingvars, 1991.
- "Eloise", por Arvingarna, 1993.
- "Kan man älska nå'n på avstånd" (Es posible amar a la distancia), por Vikingarna, 1998.
- "Jag trodde änglarna fanns" (Pensé que los ángeles existían), por Ole Ivars & Kikki Danielsson, 1999.
- "Take Me to Your Heaven", por Wizex, 1999.